# 楊松 (三國演義)
楊松，三國演義中的虛構人物，在張魯配下任職，楊柏之兄。
統治益州的劉璋由於擔心漢中張魯的威脅，打算與劉備共抗張魯，但反受劉備攻擊，只好向已反目的張魯請求援軍。而曾敗於曹操而投奔張魯的馬超率援軍與劉備軍對抗。忌憚與馬超對峙的劉備陣營，為離間馬超與張魯之間的關係，賄賂楊松使之向張魯進讒、誣陷馬超「不肯臣於漢中」，使馬超進退不得，最後投降劉備。 
215年、曹操征張魯之際，因對易守難攻的陽平關無把握，賄楊松作內應。楊松為貪財而協助曹軍、令曹軍得以佔領漢中。
張魯與其部下由於其投降時的應對，均得到曹操的厚待，唯獨楊松被問賣主之罪，被曹操下令斬於市曹。